# أوا تراوري
أوا تراوري (بالفرنسية: Awa Traoré)‏ هي مُخرجة ومُمثلة مالية، كما تقوم أحيانا بدور مُساعدة مخرج ومُلحنة وكاتبة سيناريو.

## مسيرتها
أول ظهور سينيمائي لأوا تراوري كان سنة 1995 في فيلم «الطفل الأسود». ثم مثلت دور «الصيادة» في الفيلم القصير «دينكو» لمُخرجه محمد كامارا. حصل هذا الفيلم على إشادة العديد من النقاد وفاز بكُل من الجائزة الكبرى في مهرجان كليرمون فيران الدولي للفيلم القصير، وجائزة أفضل فيلم قصير في مهرجان فريبورغ السينمائي الدولي وجائزة غولدن دانزانتي في مهرجان هويسكا السينمائي.

## أعمالها
| السنة | الفيلم              | الدور                  | نوع الفيلم       | مراجع |
| ----- | ------------------- | ---------------------- | ---------------- | ----- |
| 1993  | دينكو               | ممثلة (دور الصيادة)    | فيلم قصير        |       |
| 1995  | الطفل الأسود        | ممثلة (دور الصيادة)    | فيلم روائي       |       |
| 2009  | خبز رأس المال لدينا | مُلحنة                  | فيلم وثائقي قصير |       |
| 2011  | يوم مع              | مُخرجة وكاتبة السيناريو | مسلسلات وثائقية  |       |
| 2011  | المراسلات           | مساعدة مخرج            | وثائقي           |       |

## روابط خارجية
أوا تراوري على موقع IMDb (الإنجليزية)
- أوا تراوري على موقع قاعدة بيانات الفيلم (الإنجليزية)